# ونست-۱
Venesat-۱ که بنام سیمون بولیوار (از رهبران استقلال طلب تاریخ ونزوئلا) نیز نامیده شده‌است، اولین ماهواره متعلق به بولیوی است. این ماهواره مخابراتی توسط چین ساخته و در ۲۹ اکتبر ۲۰۰۸ توسط چین در مدار زمین قرار گرفت.
این ماهواره هم‌اکنون توسط وزارت علوم و تکنولوژی ونزوئلا راهبری می‌شود.